# Bodträskfors
Bodträskfors är en småort (från 2010) och tidigare tätort i Bodens kommun. Orten förlorade 2010 sin status som tätort på grund av minskande befolkning.

## Etymologi
Samhället har fått sitt namn av Bodträskforsen, där ett sågverk anlades 1845. Ån rinner genom sjön Bodträsket. Sjönamnet består av bod (kan vara fäbodar) och träsk betyder '(större) sjö.

## Bruksort
Bodträskfors var tidigare en, för Norrbottens förhållanden, betydande bruksort. En industri som baserades på skogens råvaror byggdes upp. Ån som rinner genom Bodträskfors, Bodträskån, dämdes upp och man anlade en vattensåg. Brukets herrgård uppfördes i mitten av 1800-talet. Till brukets arbetare byggdes fyra stora kaserner, som inrymde en stor del av brukets arbetskraft; en kasern rymde hela 14 familjer.

## Carl Otto Bergman
År 1860 kom Carl Otto Bergman till Bodträskfors, 32 år gammal. Han var disponent för bruksrörelsen under åren 1860-1887. Bergman var idérik och handlingskraftig, och han rationaliserade och moderniserade anläggningen. Sågen utvidgades och försågs med 2 ramar, kantverk och hyvelmaskin.
I början av 1870-talet rådde högkonjunktur i Europa och därmed var det god efterfrågan på trävaror. Bergman hade säkrat sågverkets behov av sågtimmer genom att skaffa sig till dispositionsrätt till skogsavverkning runt de olika vattendrag som ingick i Bodträskåns vattensystem.
Bergman lämnade Bodträskfors 1888, då han flyttade till Gällivare och där fortsatte sin entreprenörsgärning. 
Vid slutet av 1800-talet hade sågverksrörelsen mist sin tidigare betydelse.
Bruket tillhörde då det år 1884 bildade Aktiebolaget Bodträskfors, vilket dessutom ägde Altappens sågverk i Nederluleå socken, Karlsviks sågverk på Luleå stads område, en betydande snickerifabrik i samma stad samt stora skogsområden.

## Skogsbranden 2006
Huvudartikel: Skogsbranden i Bodträskfors 2006
En stor skogsbrand härjade området mellan den 11 augusti och den 8 september 2006. Under de 29 dagarna som branden rasade förstördes ett 1.900 hektar stort område.

## Befolkningsutveckling
| Befolkningsutvecklingen i Bodträskfors 1960–2015                                             | Befolkningsutvecklingen i Bodträskfors 1960–2015 | Befolkningsutvecklingen i Bodträskfors 1960–2015 | Befolkningsutvecklingen i Bodträskfors 1960–2015 | Befolkningsutvecklingen i Bodträskfors 1960–2015 |
| -------------------------------------------------------------------------------------------- | ------------------------------------------------ | ------------------------------------------------ | ------------------------------------------------ | ------------------------------------------------ |
|                                                                                              |                                                  |                                                  |                                                  |                                                  |
| År                                                                                           |                                                  |                                                  | Folkmängd                                        | Areal (ha)                                       |
| 1960                                                                                         | 1960                                             |                                                  | 330                                              |                                                  |
| 1965                                                                                         | 1965                                             |                                                  | 389                                              |                                                  |
| 1970                                                                                         | 1970                                             |                                                  | 306                                              |                                                  |
| 1975                                                                                         | 1975                                             |                                                  | 299                                              |                                                  |
| 1980                                                                                         | 1980                                             |                                                  | 283                                              |                                                  |
| 1990                                                                                         | 1990                                             |                                                  | 266                                              | 73                                               |
| 1995                                                                                         | 1995                                             |                                                  | 245                                              | 73                                               |
| 2000                                                                                         | 2000                                             |                                                  | 236                                              | 73                                               |
| 2005                                                                                         | 2005                                             |                                                  | 205                                              | 73                                               |
| 2010                                                                                         | 2010                                             |                                                  | 173                                              | 73**                                             |
| 2010                                                                                         | 2010                                             |                                                  | 158                                              | 37#                                              |
| 2015                                                                                         | 2015                                             |                                                  | 151                                              | 51#                                              |
| Anm.: Upphörde som tätort 2010. ** Som upphörd tätort (mindre än 200 invånare) # Som småort. |                                                  |                                                  |                                                  |                                                  |